# Smartbook
Il nome smartbook si riferisce ad una particolare categoria di computer portatili che riunisce in sé caratteristiche degli smartphone (ovvero cellulari evoluti) e netbook intesi come notebook ultracompatti di fascia bassa. Gli smartbook ereditano dai primi la piattaforma hardware (chipset con processore ARM) e dai secondi essenzialmente le dimensioni: display di circa 10".
Sono previste versioni anche fornite di touch screen consentendo di eliminare il touchpad e quindi di ridurre le dimensioni complessive.

## Caratteristiche principali per l'utente
L'uso di un chipset con processori ARM, tipicamente adottati nei sistemi embedded, si manifesta concretamente in una consistente durata delle batterie. Una batteria a tre celle è infatti tipicamente in grado di alimentare il dispositivo per un intero giorno lavorativo: 8 ore. Il tipo di chipset consente esattamente come un telefono cellulare di accendere lo smartbook la mattina e poi di tenerlo chiuso in standby consumando a livello di processore molta meno energia rispetto ai comuni processori per netbook.
Le prestazioni dei chipset basati su ARM si considerano inferiori a quelle dei processori nella fascia dei netbook. Tuttavia la prontezza del dispositivo percepita dall'utente nell'uso delle più comuni applicazioni potrebbe non risentire in maniera rilevante grazie ad esempio ad una efficiente implementazione dell'ambiente JAVA.
Il prezzo degli smartbook è atteso partire intorno ai 200 dollari e quindi in genere inferiore a quello dei netbook.

## Chipset
Tra i principali produttori di chipset per smartbook sono presenti Qualcomm, Freescale, Texas Instruments e Nvidia. Assente Intel che domina invece il mercato dei netbook con la linea di processori Atom.

## Sistemi Operativi
I principali sistemi operativi che sono adatti ad essere installati su smartbook sono diverse distribuzioni GNU/Linux ed Android e Chrome OS (sistemi operativi sviluppati da Google anch'essi basati su kernel Linux). Da parte di Microsoft non c'era precedentemente interesse nello sviluppare distribuzioni di Windows apposta per smartbook, ma recentemente è stato annunciato il supporto di Windows 10 a processori con architettura ARM per gli smartbook con alcune limitazioni rispetto a netbook e notebook.

## Primi esemplari
I primi esemplari sono stati mostrati al pubblico nel giugno 2009 e sono immessi sul mercato nella seconda metà del 2009. Tra di essi figurano il Wistron N900z che monta il chipset Snapdragon di Qualcomm ed il Pegatronic. Entrambi hanno un prezzo sub-200$ e non sono forniti di disco rigido ma di memorie flash.

In vendita per il pubblico i primi Smartbook sono stati rispettivamente:

HP Airlife 100 (Aprile 2010) Sito Hp Spagna

Toshiba AC-100 (Agosto 2010) Sito Toshiba

Genesi Efika MX Smartbook (fine agosto 2010) Sito Genesi-Usa 